# جون باكوس
جون باكوس (بالإنجليزية: John Backus) عالم حاسوب أمريكي، اشتهر في مجال علم الحاسوب بعمله على لغة فورتران وصيغة باكوس نور، فاز بجائزة تورنغ في عام 1977.
ولد باكوس (John Backus) عالم الكمبيوتر الأمريكي في ولاية فيلادلفيا سنة 1924م، لم يكن طالباً مجتهداً في المدرسة. التحق بعدها بجامعة فرجينيا لدراسة الكيمياء لكنه ترك الجامعة ليصبح جندياً في الجيش الأمريكي، حيث تعلم التدريب الطبي، وفي تلك الفترة اكتشف الأطباء وجود ورم في دماغه وتم إزالته بنجاح ووضعوا صفيحة رقيقة مكان هذا الورم في رأسه. ترك باكوس التدريب الطبي بعد 9أشهر وأجريت له عملية لاستبدال الصفيحة الرقيقة بأخرى من تصميمه.
انتقل باكوس للعيش في مدينة نيويورك، ولاحظ أنه لديه ميولاً واهتماماً بالرياضيات، فالتحق بجامعة كولومبيا وتخرج منها بشهادة بكالوريوس سنة 1949م.
خلال الثلاث السنوات الأولى من حياته العملية بعد التخرج عمل باكوس على حاسبة IBM (حاسوب ميكانيكي كهربائي). وكان أول مشروع له هو كتابة برنامج لحساب مواقع القمر. أما في عام 1953م قام بتطوير لغة «سبيد كودينغ» وهي أول لغة مصممة لحاسوب IBM والأعلى طلباً.
ترأس باكوس سنة 1954م فريقاً جمعه لتعريف وتطوير لغة الفورتران لحاسوب IBM 704، وعلى الرغم من كون لغة البرمجة هذه ليست بمستوى عال إلا أنها حققت رواجاً هائلاً من حيث الانتشار. وفي أواخر عام 1950م عمل باكوس في اللجنة الدولية لتطوير بعض لغات البرمجة للحاسوب مثل ALGOL 58 وALGOL 60 والتي أصبحت المعيار العالمي الواقعي لنشر الخوارزميات.
حصل باكوس على جائزة تورينج لاستخدامه مجموعة رموز رسمية يستطيع الشخص من خلالها أن يصنف أي لغة برمجة خالية من السياق. كما ساعد في نشر لغة برمجة لمستوى الوظيفة عُرفت ب FP ، قضى آخر أيامه الوظيفية بتطوير لغة FL وهي اللغة التي نابت عن لغة FP.
حصل باكوس على الوسام الوطني للعلوم سنة 1975م، ودرجة فخرية سنة 1989م، كما سميت أحد الكويكبات على اسمه تقديراً له وذلك سنة 2007م «كويكب جون باكوس 6830». تقاعد سنة 1991م ومكث في منزله حتى توفي سنة 2007م.

## روابط خارجية
- جون باكوس على موقع الموسوعة البريطانية (الإنجليزية)
- جون باكوس على موقع إن إن دي بي (الإنجليزية)